# Fieder-Zwenke
Die Fieder-Zwenke oder Fiederzwencke (Brachypodium pinnatum), genauer Gewöhnliche Fieder-Zwenke genannt, ist eine Pflanzenart aus der Gattung Zwenken (Brachypodium) innerhalb der Familie der Süßgräser (Poaceae).

## Beschreibung

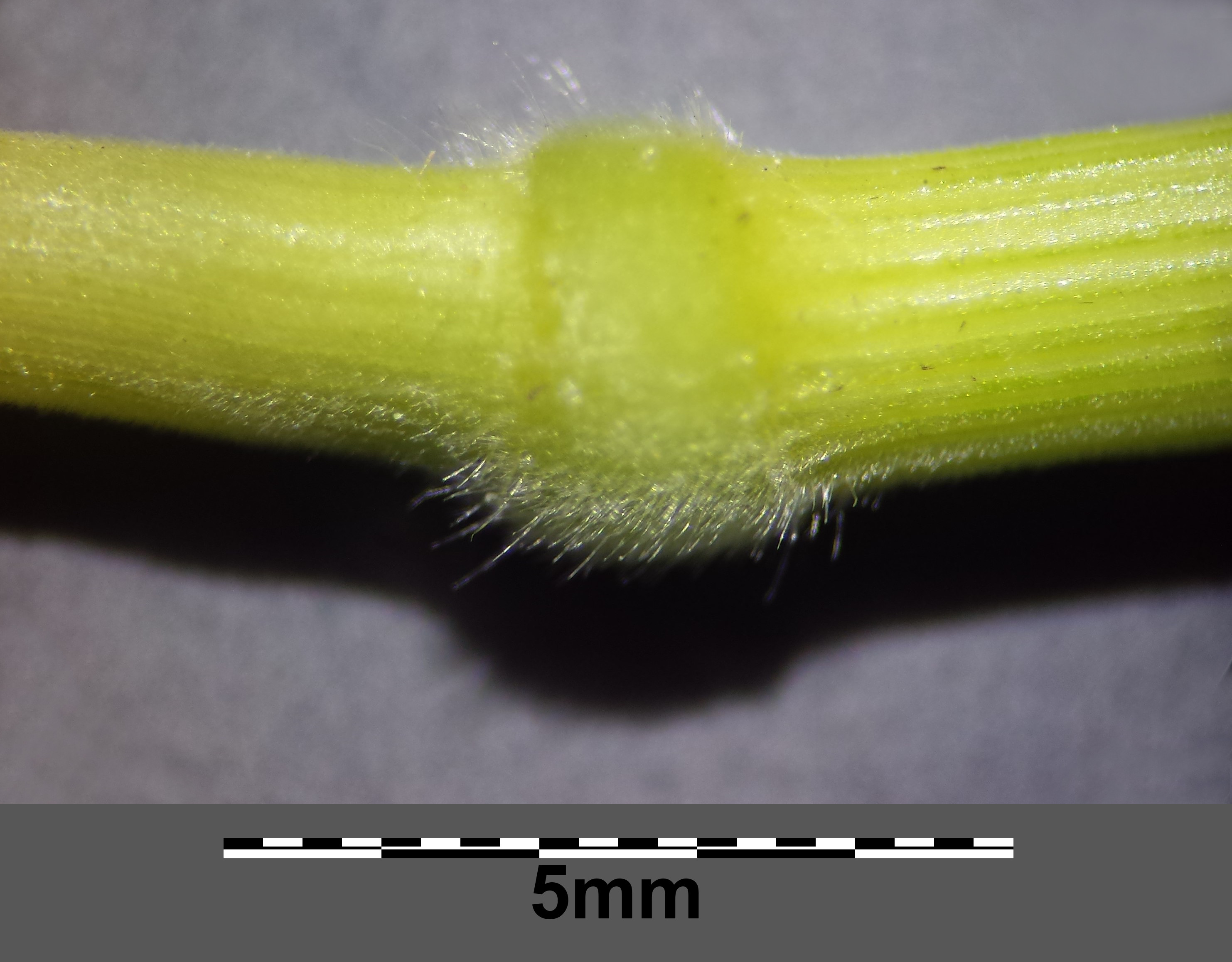
Die Stängelknoten sind dicht behaart

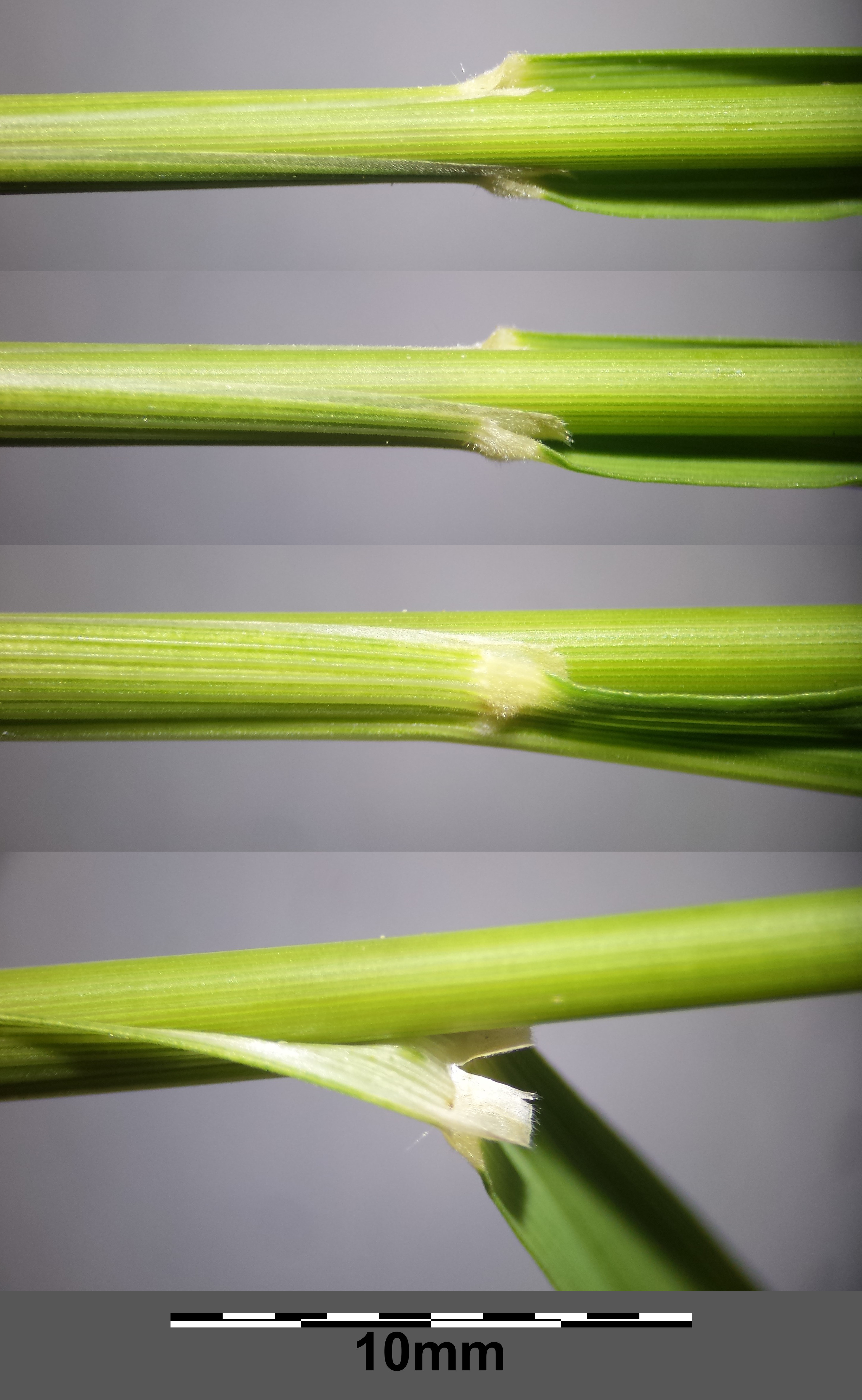
Stängel mit Blattscheide und Blatthäutchen

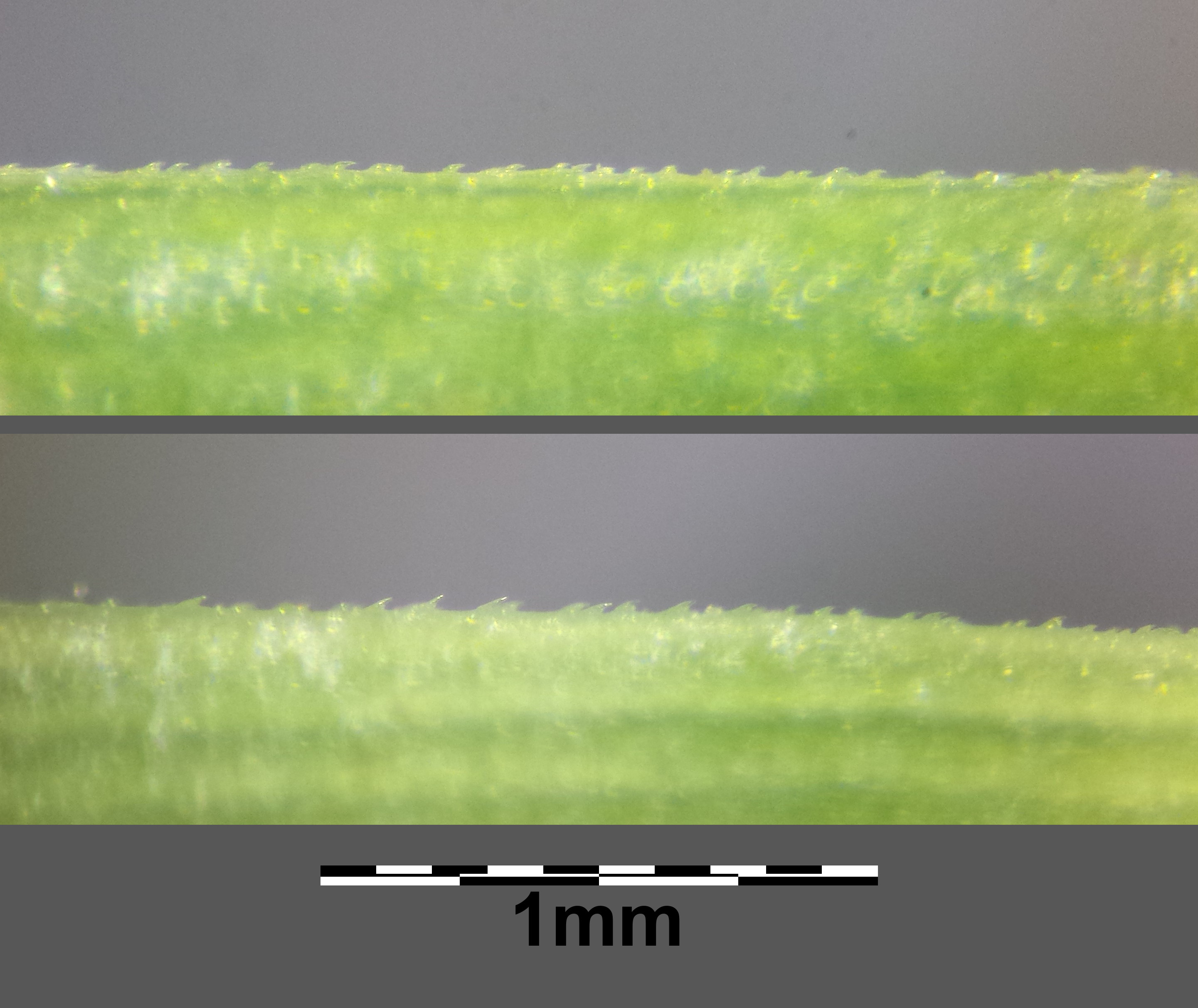
Laubblattunterseite mit feinen, vorwärts gerichteten Stachelhaaren

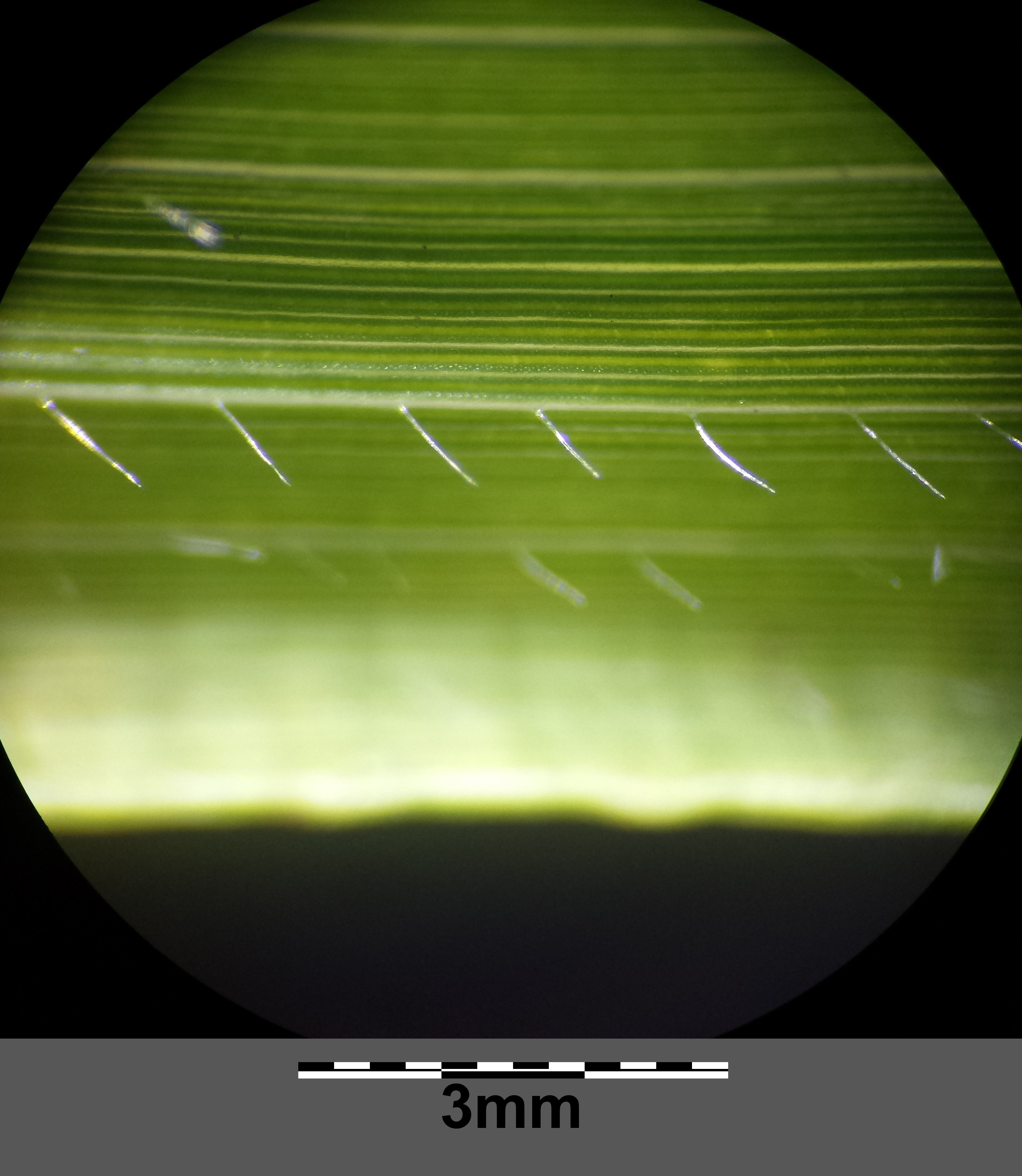
Locker behaarte Laubblattoberseite

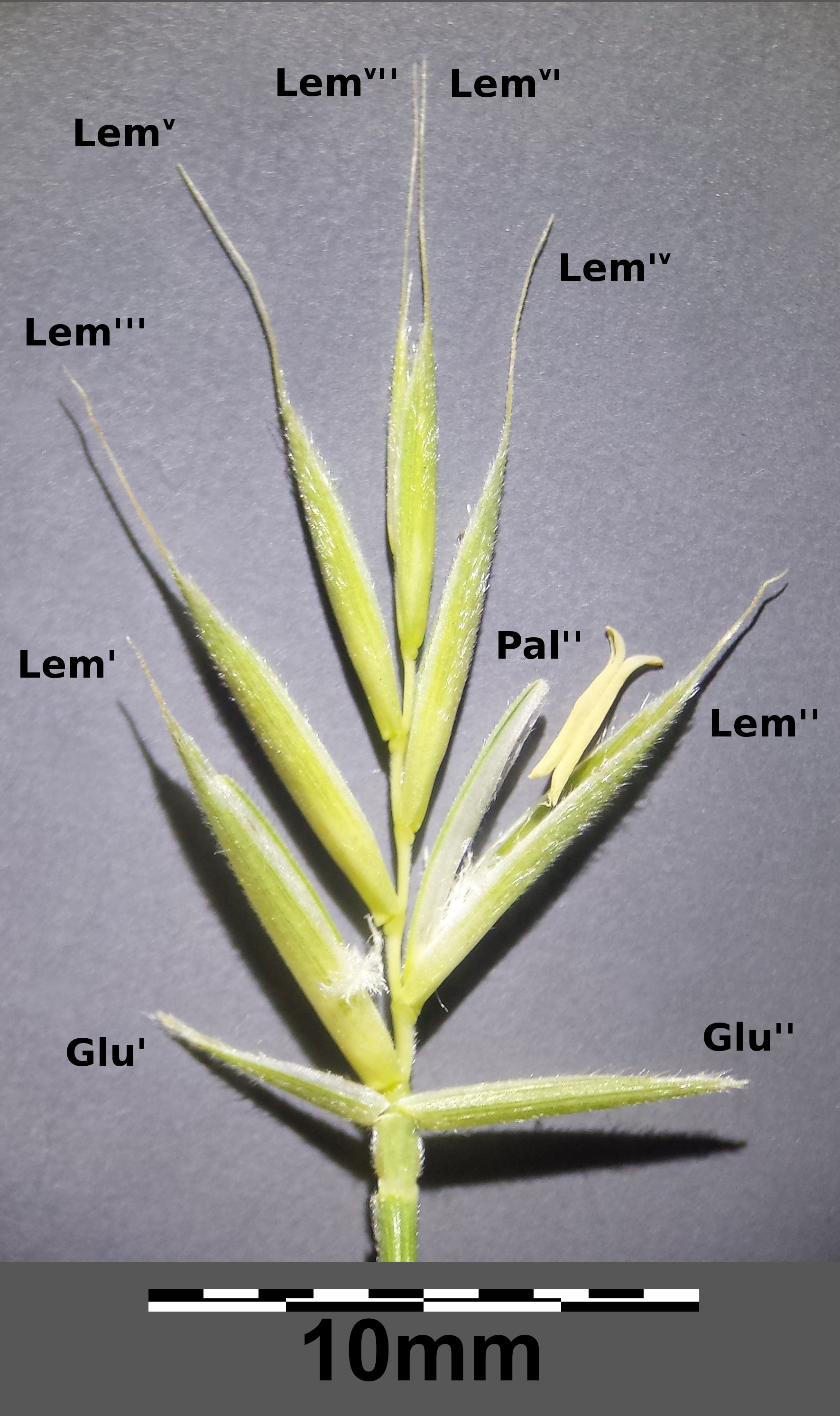
Ährchen mit Hüll- (Glu), Deck- (Lem) und Vorspelzen (Pal)

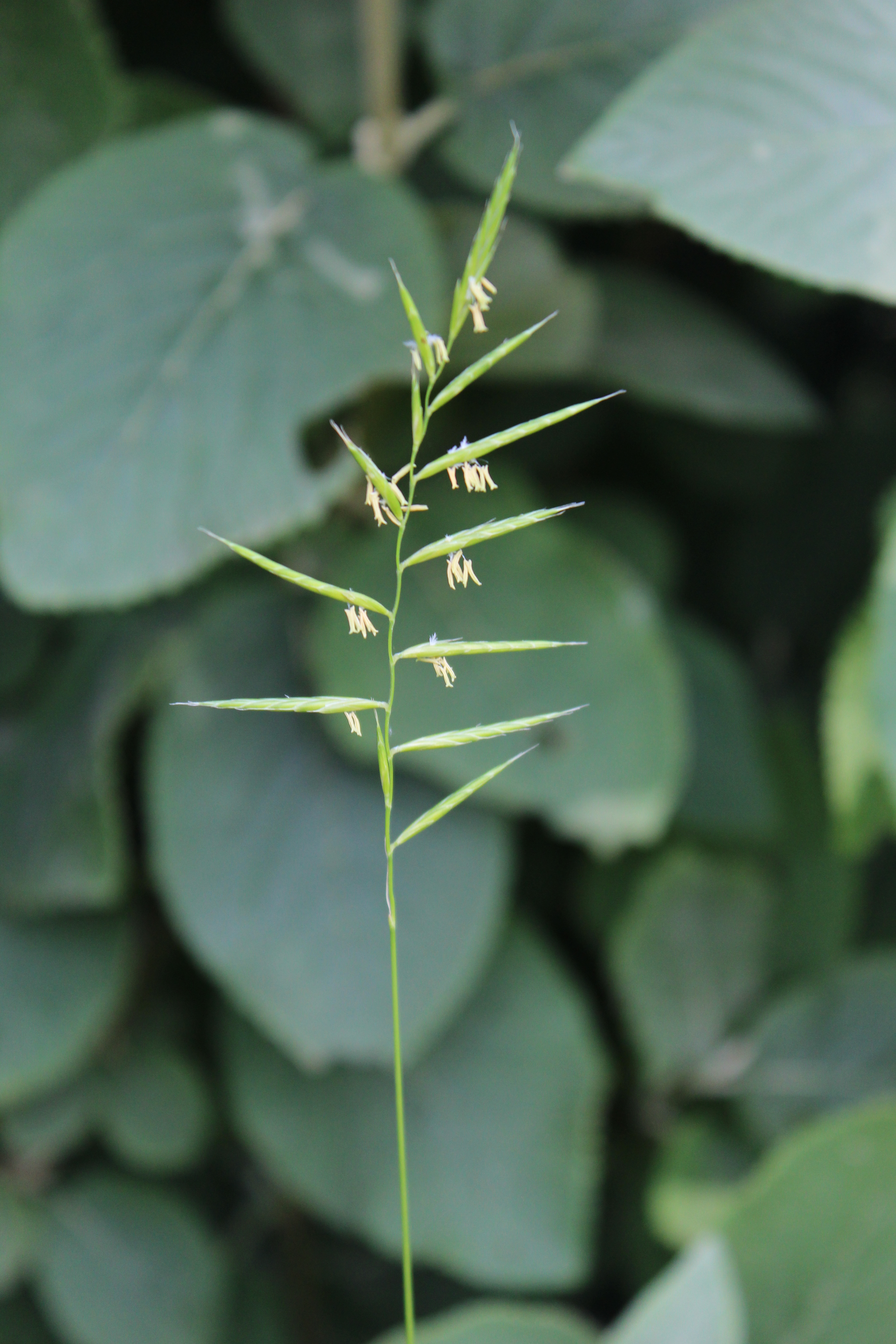
Blütenstand

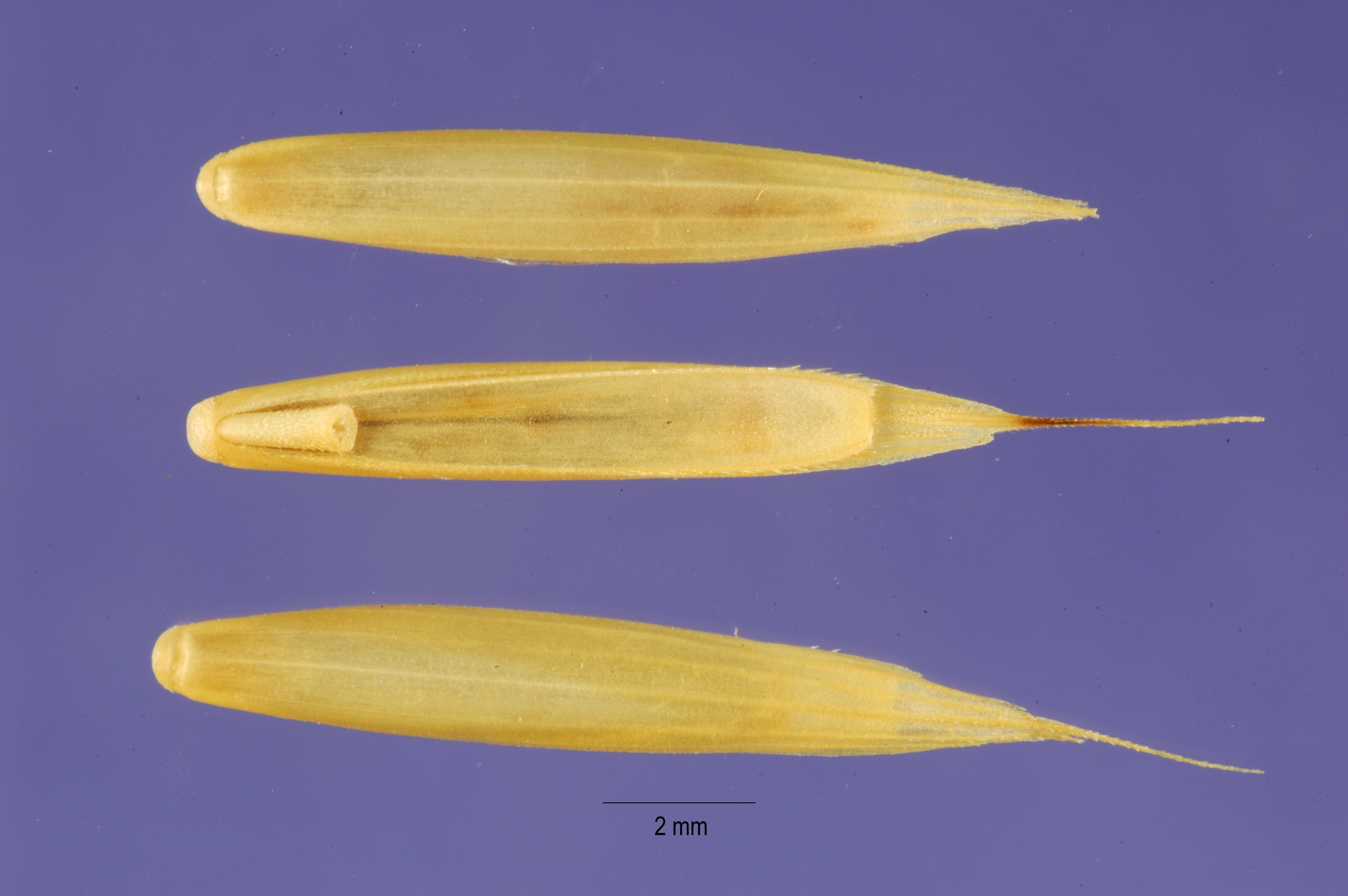
Diasporen

### Vegetative Merkmale
Die Fieder-Zwenke ist eine ausdauernde krautige Pflanze, die Wuchshöhen von 40 bis 100, zuweilen bis 120 Zentimetern erreicht. Sie bildet lockere bis dichte Horste und breitet sich mit drahtigen, schuppigen, unterirdischen Ausläufern (Rhizomen) aus. Die unverzweigten Halme sind kahl.
Die Blattscheiden sind auf dem Rücken gerundet und ebenfalls meist kahl, die unteren können auch schwach behaart sein. Das häutige und stumpfe Blatthäutchen (Ligula) ist bis zu 2 Millimeter lang und am Rand fein bewimpert. Die wenig behaarten Blattspreiten sind bei einer Länge von bis zu 45 Zentimetern sowie einer Breite von 2 bis 6, selten bis zu 10 Millimetern, flach-linealisch oder eingerollt und von gelbgrüner bis olivgrüner Farbe. Sie sind allmählich fein zugespitzt, schlaff, am Rand ungleichmäßig bewimpert, an der Seite rau und auf der Unterseite durch zahlreiche Stachelhärchen rau sowie matt.

### Generative Merkmale
Die Blütezeit reicht von Juni bis August. Der aufrechte oder manchmal nickende, traubige Blütenstand ist ährenähnlich und 4 bis 25 Zentimeter lang. 3 bis 15 Ährchen sitzen abwechselnd auf zwei gegenüberliegenden Seiten der Blütenstandsachse. Die Blütenstandsachse ist dünn, die Stielchen weisen eine Länge von 1 bis 2 Millimetern. Die grünlichen oder gelblichen Ährchen sind bei einer Länge von 2 bis 4 Zentimeter, selten auch mehr, zylindrisch, lanzettlich oder schmal länglich und enthalten und acht bis zweiundzwanzig Blüten. Die Blüten stehen meist einzeln oder auch in Büscheln von zwei bis drei. Sie zerbrechen bei der Reife unter den Deckspelzen. Die Hüllspelzen sind lanzettlich bis schmal eiförmig. Sie sind zugespitzt, auf dem Rücken gerundet und unbehaart. Die untere erreicht 3 bis 5 Millimeter Länge und ist drei- bis sechsnervig; die obere wird 5 bis 7 Millimeter lang und ist fünf bis siebennervig. Die siebennervigen, glatten und unbehaarten, selten kurz haarigen, Deckspelzen überlappen sich und sind ebenfalls auf dem Rücken gerundet. Sie sind länglich, zugespitzt, 6 bis 10 Millimeter lang und tragen an der Spitze eine feine 1 bis 5 Millimeter lange Granne. Die Vorspelzen sind so lang wie die Deckspelzen. Die zwei Kiele sind mit sehr feinen Haaren besetzt.
Die Chromosomenzahl beträgt 2n = 28, seltener 14, 16, 18, 20 oder 36.

## Ökologie
Die Fieder-Zwenke wird von Rindern aufgrund der rauen Blätter nicht gefressen, daher ist sie in der Lage, andere Grasarten, vor allem die Aufrechte Trespe (Bromus erectus), zu verdrängen. Ziegen hingegen fressen die Fieder-Zwenke gern.
Wegen ihrer tief in die Erde eindringenden Rhizome ist sie gut gegen manchmal auftretende Brände geschützt. Sie kann bereits kurz nach einem Brand aus den unterirdischen Überdauerungsorganen wieder austreiben und so rasch von konkurrierenden Arten frei gewordene Flächen selbst besiedeln. Ferner trägt sie so zur Bodenfestigung bei und vermindert Erosionen. In Brachen auf Kalkmagerrasen führen ihre schwer zersetzbaren Halme und Blätter zu einer Verfilzung der Grasnarbe und damit zu einem Rückgang von lichtbedürftigen Arten.

## Vorkommen
Das Verbreitungsgebiet reicht von Europa bis zur Mongolei und vom Mittelmeerraum bis zum Iran und bis Eritrea. Neophytische Vorkommen finden sich in Neuseeland und in Nordamerika.
In Deutschland ist die Fieder-Zwenke vor allem im mittleren Teil und im Süden bis ins Gebirge bis in Höhenlagen von 1600 Metern verbreitet; im Norden der Bundesrepublik ist sie selten oder fehlend. In den Allgäuer Alpen steigt sie in Bayern am Schlappoltkopf in Gipfelnähe in einer Höhenlage von bis zu 1920 Metern auf. In Zermatt im Kanton Wallis erreicht sie Höhenlagen von 2200 Metern.
Die Fieder-Zwenke wächst häufig und gesellig in Kalk-Magerrasen und auf extensiv bewirtschafteten Weiden, an Wegrändern und in lichten Wäldern an offenen Bodenstellen. Sie bevorzugt mäßig frische, stickstoffarme, basenreiche, meist kalkhaltige, mäßig saure, humose Lehm- und Lössböden. Sie ist ein konkurrenzstarker Wurzel-Kriechpionier und besiedelt vor allem magere Standorte.
Die ökologischen Zeigerwerte nach Landolt et al. 2010 sind in der Schweiz: Feuchtezahl F = 2w (mäßig trocken aber mäßig wechselnd), Lichtzahl L = 3 (halbschattig), Reaktionszahl R = 4 (neutral bis basisch), Temperaturzahl T = 3 (montan), Nährstoffzahl N = 3 (mäßig nährstoffarm bis mäßig nährstoffreich), Kontinentalitätszahl K = 4 (subkontinental).
Die Fieder-Zwenke ist die Kennart der Klasse Festuco-Brometea (Trocken-, Halbtrockenrasen, basiphile Magerrasen) mit Schwerpunktvorkommen im Verband Cirsio-Brachypodion und im Verband Mesobromion erecti. Ferner hat sie ein Hauptvorkommen im Unterverband Cephalanthero-Fagenion innerhalb der mesophytischen, buchenwaldartigen Laubwälder Europas (Fagetalia sylvaticae). Weitere Hauptvorkommen sind Pflanzengesellschaften der Verbände Erico-Pinion, Geranion sanguinei und trockene Ausbildungen des Molinion caeruleae sowie der Ordnung Nardetalia.

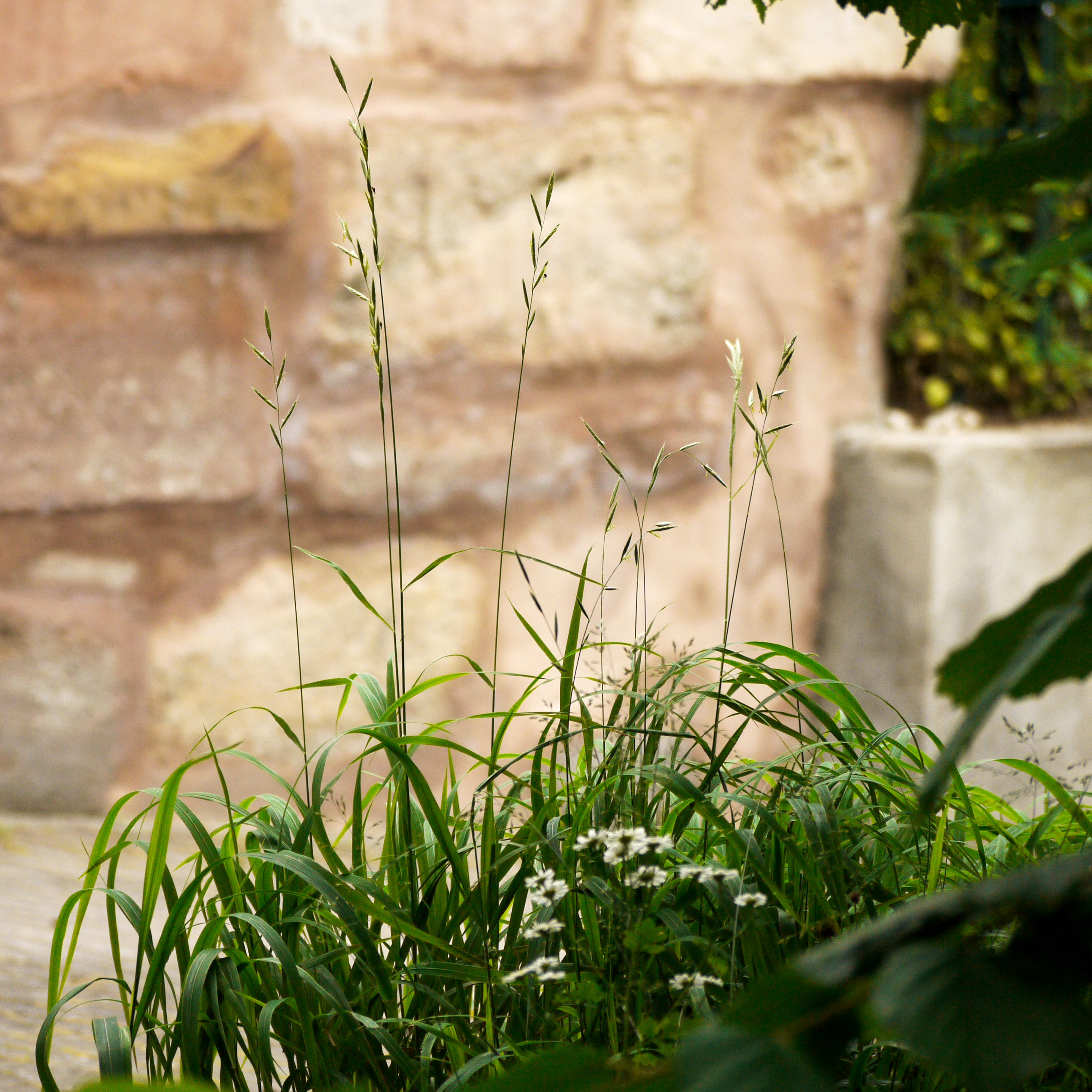
Blühende Fieder-Zwenke am Rand einer Gartenmauer

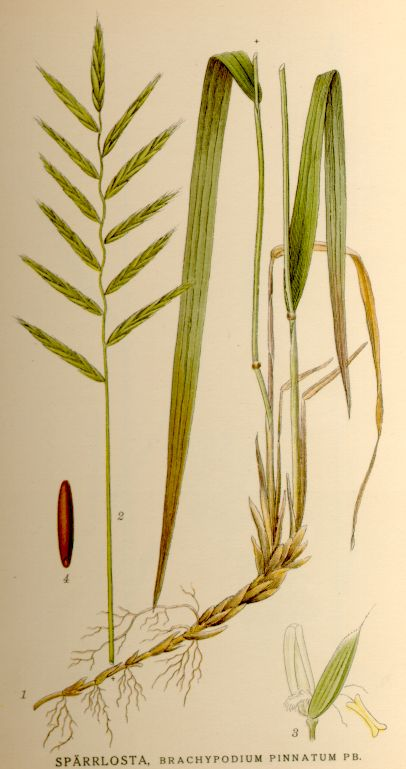
Illustration aus Carl Axel Magnus Lindman: Bilder ur Nordens Flora

Sie ist eine Halbschatten- bis Halblichtpflanze. An schattigen Standorten blüht sie nicht. Sie wächst überwiegend auf stickstoffarmen bis mäßig stickstoffversorgten Böden. Ferner ist sie ein Mäßigwärmezeiger, das heißt, sie hat im Wärmegefälle von der kalten schneebedeckten (nivalen) Höhenstufe bis in warme Tieflagen ein Schwergewicht in submontan-temperaten Bereichen.

## Gefährdung und Schutz
Die Fieder-Zwenke gilt weltweit als nicht gefährdet und genießt keinen gesetzlichen Schutz. Sie ist jedoch in den Roten Listen gefährdeter Gefäßpflanzen der Bundesländer Hamburg und Schleswig-Holstein als vom Aussterben bedroht geführt.

## Taxonomie
Die Erstveröffentlichung erfolgte 1753 unter dem Namen (Basionym) Bromus pinnatus L. in Species Plantarum, Seite 78. Die Neukombination zu Brachypodium pinnatum (L.) P.Beauv. wurde 1812 durch Ambroise Marie François Joseph Palisot de Beauvois in Essai d'une Nouvelle Agrostographie; ou Nouveaux Genres des Graminées; Avec Figures Représentant les Caractéres de tous le Genres. Imprimerie de Fain. Seite 101, 155 veröffentlicht. Es gibt viele Synonyme. Der Umfang dieser Art wird kontrovers diskutiert.

## Weiterführende Literatur
- P. Catalán, R. G. Olmstead: Phylogenetic reconstruction of the genus Brachypodium P. Beauv. (Poaceae) from combined sequences of chloroplast ndhF gene and nuclear ITS. In: Plant Systematics and Evolution, Volume 220, 2000, S. 1–19.
- P. Catalan, Y. Shi, L. Armstrong, J. Draper, C. A. Stace: Molecular phylogeny of the grass genus Brachypodium p-beauv based on RFLP and RAPD analysis. In: Botanical Journal of the Linnean Society, Volume 117, 1995, S. 263–280.
- Y. Shi, J. Draper, C. A. Stace: Ribosomal DNA variation and its phylogenetic implication in the genus Brachypodium (Poaceae). In: Plant Systematics and Evolution, Volume 188, 1993, S. 125–138.